# Lakes (Bundesstaat)

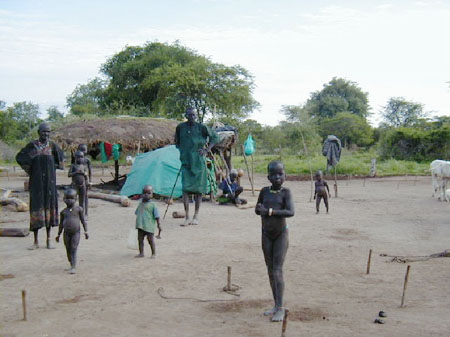
Frauen und Kinder in einem Rinderzüchterlager bei Rumbek

Lakes (arabisch البحيرات, DMG al-Buḥairāt, deutsch: „Seen“) ist ein Bundesstaat im Südsudan.
Er hat eine Fläche von 40.235 km² und rund 696.000 Einwohner. Seine Hauptstadt ist Rumbek, weitere größere Orte sind Yirol, Awerial, Cueibet, Mapuordit und Mvolo.

## Geographie
Lakes zählt zur südsudanesischen Großregion Bahr al-Ghazal und ist geprägt durch eine ebene Baumsavanne, in der Akazien dominieren, sowie durch einige Seen, von denen der Bundesstaat seinen Namen erhalten hat.

## Bevölkerung
Die größte Volksgruppe in Lakes sind die Dinka (mit den Untergruppen Gok, Ciec, Aliab und Atwot), neben ihnen gibt es eine Minderheit von Jur-Bel.

## Geschichte
Von 1919 bis 1948 gehörte das Gebiet des heutigen Bundesstaates Lakes zur Provinz Äquatoria und von 1948 bis 1976 zur Provinz Bahr al-Ghazal, die 1948 von Äquatoria abgespalten wurde. 1976 wurde dann die Provinz al-Buhairat, die das Gebiet der heutigen Bundesstaaten Lakes und Warrap umfasste, von der Provinz Bahr al-Ghazal abgespalten. Von 1991 bis 1994 gehörte das Gebiet wieder zum neu geschaffenen Bundesstaat Bahr al-Ghazal, der in den Grenzen der Provinz Bahr al-Ghazal von 1948 bis 1976 glich. Am 14. Februar 1994 wurde Lakes erneut abgespalten, diesmal aber als Bundesstaat und ohne das Gebiet von Warrap.
Vom zweiten Sezessionskrieg im Südsudan 1983–2005 war Lakes weniger stark betroffen als andere Gebiete. Jedoch bleiben auch nach dem Ende des Krieges Kleinwaffen weit verbreitet, und es kommt gelegentlich zu Überfällen durch Banden. Bei einer Entwaffnungsaktion in Rumbek im September 2008 begingen SPLA-Soldaten Plünderungen und Übergriffe gegen Zivilisten.
Die Gouverneurswahlen 2010 gewann der Kandidat der SPLA, Chol Tong Mayay Jang.
Bei der Neuorganisation der Bundesstaaten wurde Lakes in die neuen Bundesstaaten Eastern Lakes, Western Lakes und Gok zerteilt. Dies wurde 2020 wieder rückgängig gemacht.

## Verwaltung
Lakes ist, wie die anderen Bundesstaaten Südsudans auch, in Counties unterteilt. Weitere Verwaltungseinheiten unter den Counties sind Payams und darunter Bomas. Ein County Commissioner, der vom State Governor in Vereinbarung mit dem Präsidenten ernannt wurde, steht den Counties vor. In Lakes sind das:
| County         | Größe (km2) | Bevölkerungszahl Erhebung 2008 | County Commissioner   |
| -------------- | ----------- | ------------------------------ | --------------------- |
| Cueibet        | 4.823,56    | 47.041                         | Kongor Deng Kongor?   |
| Rumbek North   | 4.531,13    | 43.410                         | Stephen Mathiang Deng |
| Rumbek Central | 3.866,85    | 153.550                        | Abraham Meen Kuc      |
| Wulu           | 11.700,60   | 40.550                         | Stephen Thiang Mangar |
| Rumbek East    | 3.588,10    | 122.832                        | David Marial Gumke    |
| Yirol West     | 5.024,84    | 103.190                        | Majak Ruei Angong     |
| Yirol East     | 5.400,90    | 67.402                         | Manyang Luk           |
| Awerial        | 4.659,10    | 47.041                         | Simon Aguto Kok       |